# Burmoniscus anophthalmus
Burmoniscus anophthalmus är en kräftdjursart som beskrevs av Stefano Taiti och Franco Ferrara 2004. Burmoniscus anophthalmus ingår i släktet Burmoniscus och familjen Philosciidae. Inga underarter finns listade i Catalogue of Life.